# Берг, Сергей Александрович фон
Сергей Александрович фон Берг (Берх) (12 ноября 1874 — 27 ноября 1915, Севастополь, Таврическая губерния) — русский морской офицер, герой Русско-японской войны.

## Биография
Из дворян Эстляндской губернии. Сын соратника Тотлебена инженер-генерал-лейтенанта Александра-Георга Маврикиевича фон Берга (Берха), внук главного начальника Черноморского флота адмирала Морица-Антона-Августа (Маврикия) фон Берга (фон Берха). Воспитывался в Морском корпусе, 8 мая 1890 года переведён в младший специальный класс.
17 сентября 1890 — Зачислен на военную службу. 11 августа 1892 — Гардемарин. 17 сентября 1893 — Мичман, зачислен в 28-й флотский экипаж.
С 1904 года лейтенант, старший артиллерийский офицер крейсера «Рюрик». 1 августа 1904 — Участвовал в бою Владивостокского отряда крейсеров с японской эскадрой, тяжело ранен (осколочное ранение правого бедра), попал в плен. Переписывался в японском плену с архиепископом Николаем Японским.
6 декабря 1907 — Капитан 2-го ранга. С 1912 — командир мореходной канонерской лодки «Уралец».
3 февраля 1914 — Уволен от службы по приговору Севастопольского военно-морского суда. 17 марта 1914 — Всемилостивейше повелено считать уволенным от службы с мундиром.
11 августа 1914 — Определён в службу с зачислением в Черноморский флотский экипаж и назначен помощником начальника охраны рейда. С 1 ноября 1914 года на линейном корабле «Георгий Победоносец». С 15 ноября 1914 — На вспомогательном крейсере «Император Николай I». С 27.11.1914 — Командующий эскадренным миноносцем «Дерзкий» на время болезни капитана 2-го ранга Моласа. С 16.02.1915 — Командир эскадренного миноносца «Беспокойный». Совершил около десяти боевых походов для обстрела побережья Турции и уничтожения турецких судов, участвовал в боях с германо-турецкими крейсерами «Бреслау» и «Гебен».
С 26 октября 1915 — Капитан 1-го ранга.
Скончался в Севастополе 27 ноября 1915 года от воспаления лёгких, похоронен в Херсоне рядом с матерью.